# Pseudolycoriella zealandica
Pseudolycoriella zealandica är en tvåvingeart som först beskrevs av Edwards 1927.  Pseudolycoriella zealandica ingår i släktet Pseudolycoriella och familjen sorgmyggor. Inga underarter finns listade i Catalogue of Life.